# Saint-Julien-le-Roux
Saint-Julien-le-Roux – miejscowość i gmina we Francji, w regionie Owernia-Rodan-Alpy, w departamencie Ardèche.
Według danych na rok 1990 gminę zamieszkiwało 109 osób, a gęstość zaludnienia wynosiła 13 osób/km² (wśród 2880 gmin regionu Rodan-Alpy Saint-Julien-le-Roux plasuje się na 1512. miejscu pod względem liczby ludności, natomiast pod względem powierzchni na miejscu 1250.).